# Glossosoma bunae
Glossosoma bunae là một loài Trichoptera trong họ Glossosomatidae. Chúng phân bố ở miền Cổ bắc.